# 미광 천체 카메라
미광 천체 카메라(Faint Object Camera, FOC)는 1990년에서 2002년까지 허블 우주망원경에 설치된 카메라다. 이것은 첨단관측카메라(ACS)로 교체되었다. 115~650 나노미터의 매우 희미한 자외선을 볼 수 있도록 설계되었다.